# Tetraclita aoranga
Tetraclita aoranga is een zeepokkensoort uit de familie van de Tetraclitidae. De wetenschappelijke naam van de soort is voor het eerst geldig gepubliceerd in 1978 door Foster.